# Alice Prin
Alice Ernestine Prin, (Châtillon-sur-Seine, Borgoña, 2 de octubre de 1901 - Montparnasse, París, 29 de abril de 1953), conocida como Kiki de Montparnasse, fue una modelo, cantante y actriz francesa que se convirtió en musa de varios artistas europeos afincados en París: Chaïm Soutine, Francis Picabia, Jean Cocteau, Alexander Calder, Per Krohg, Hermine David, Pablo Gargallo, Toño Salazar, Moïse Kisling, Man Ray. Animó la escena artística de Montparnasse en los años de entreguerras, de 1920 a 1939, siendo conocida como la "Reina de Montparnasse". 

## Biografía
Hija ilegítima de Marie Ernestine Prin una joven soltera de 19 años, fue criada en Châtillon-Sur-Seine por su abuela materna en un ambiente muy pobre. Con doce años fue enviada por su abuela a París, donde se reencontró con su madre, que trabajaba de linotipista, quien la introdujo como aprendiz. En 1917 entró como criada en una panadería de la place Saint Georges. Su primer amante fue el pintor judeo-polaco Maurice Mendjizky, nueve años mayor que ella, a quien conoció en 1918. Cuando su madre descubrió que posaba desnuda para él, la echó de casa.

## Inicios
Adoptando el apodo de "Kiki", y un estilo caracterizado por los ojos perfilados con kohl, labios pintados de rojo intenso y el cabello corto a tazón, se convirtió en un elemento fijo en la escena social de Montparnasse y en una modelo popular de artistas, posando para docenas de ellos, incluidos Sanyu, Chaim Soutine, Julien Mandel, Tsuguharu Foujita, Constant Detré, Francis Picabia, Jean Cocteau, Arno Breker, Alexander Calder, Per Krohg, Hermine David, Pablo Gargallo, Mayo y Toño Salazar. El expresionista polaco Gustav Gwozdecki también la inmortalizó. Moise Kisling pintó un retrato de Kiki titulado Nu assis, uno de sus más conocidos. 
Su compañero sentimental y artístico durante la mayor parte de la década de 1920 fue Man Ray, quien hizo cientos de retratos fotográficos de ella. Puede considerarse su musa, siendo Kiki el tema de algunas de sus fotografías más conocidas, incluidas las notables imágenes surrealistas "Le violon d'Ingres" y " Noire et blanche". Apareció en nueve cortometrajes experimentales surrealistas, incluido Ballet mécanique de Fernand Léger.
Como pintora por derecho propio, en 1927 Kiki tuvo una exposición agotada de sus pinturas en la Galerie au Sacre du Printemps en París. Al firmar su trabajo con su apodo, Kiki, ella generalmente anotaba el año. Sus dibujos y pinturas comprenden retratos, autorretratos, actividades sociales, animales fantasiosos y paisajes de ensueño compuestos en un estilo expresionista ligero, ligeramente desigual, que es un reflejo de su actitud tranquila y optimismo ilimitado.

## Ilustraciones y autobiografía
Su autobiografía fue publicada en 1929 como Memorias de Kiki, con Ernest Hemingway y Tsuguharu Foujita haciendo las presentaciones. En 1930 el libro fue traducido por Samuel Putnam y publicado en Manhattan por Black Manikin Press, pero fue inmediatamente prohibido por el gobierno de los Estados Unidos debido a su contenido considerado "escabroso". Una copia de la primera edición de EE. UU. se encontró en la sección de libros prohibidos en la Biblioteca Pública de Nueva York durante la década de 1970. Sin embargo, el libro había sido reimpreso bajo el título La educación de una joven modelo a lo largo de las décadas de 1950 y 1960 (por ejemplo, una edición de 1954 de Bridgehead tiene la Introducción de Hemingway y fotos e ilustraciones de Mahlon Blaine). Estas ediciones fueron publicadas principalmente por Samuel Roth. Aprovechando el hecho de que la prohibición del libro significaba que no recibía protección de derechos de autor en los EE. UU., Roth lanzó una serie de ediciones supuestamente protegidas por derechos de autor (que nunca se registraron en la Biblioteca del Congreso) que alteraron el texto y agregaron ilustraciones, dibujos y fotografías, que no eran de Kiki. Las ediciones publicadas en 1955 y posteriores incluyen 10 capítulos adicionales supuestamente escritos por Kiki 23 años después del libro original, incluida una supuesta visita a Nueva York donde se encuentra con Samuel Roth y Ernest Hemingway; nada de esto era cierto. La autobiografía original finalmente vio una nueva traducción y publicación en 1996.

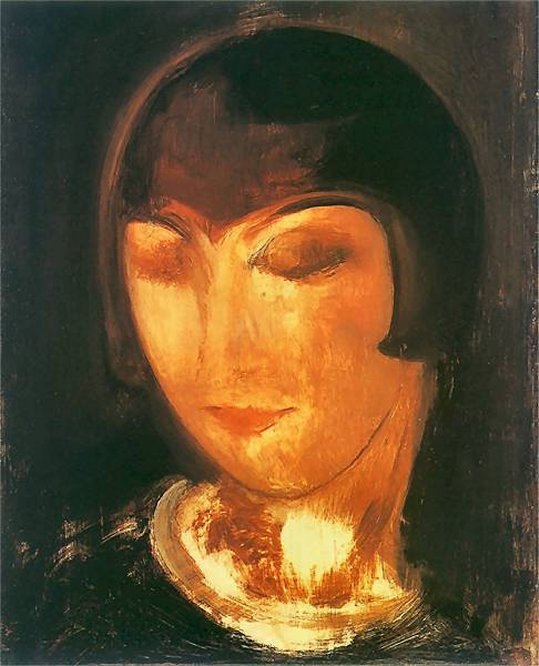
Kiki por Gwozdecki, 1920.

Durante la década de 1930 actuó en la revue con medias negras y ligas cantando canciones subidas de tono que agradaban al público, desinhibidas pero inofensivas. Durante unos años, desde 1937, fue propietaria del cabaret "L'Oasis de Montparnasse", que más tarde pasó a llamarse "Chez Kiki". Comiendo mal y bebiendo en exceso, engordó mucho pasando de los cincuenta a los ochenta kilos. La prensa se divirtió con ello, informando en 1936 que, siguiendo una dieta, Kiki había conseguido bajar de los ochenta a los cincuenta y siete kilos.
Símbolo del París bohemio y creativo de los Felices Años 20 y de la posibilidad de ser mujer y encontrar un lugar artístico, a los veintiocho años fue declarada por pública unanimidad Reina de Montparnasse. Incluso durante los momentos difíciles, mantuvo su actitud positiva y dijo que "todo lo que necesito es una cebolla, un poco de pan y una botella de [vino] tinto; y siempre encontraré a alguien que me ofrezca eso".
Salió de París para evitar al ejército alemán de ocupación durante la Segunda Guerra Mundial, que entró en la ciudad en junio de 1940. No volvió a vivir en la ciudad hasta después de la guerra, retirándose un tiempo a la Costa Azul.

## Decadencia y muerte
Los últimos años deambuló por las calles recolectando monedas como cantante callejera y leyendo la mano a los turistas que encontraba en los bistrós y cafés. En 1952, Fréderic Kohner, un estadounidense, profesor en la universidad de California, la volvió a ver después de 19 años: 

"La puerta del bar se abrió... la vi entrar. Llevaba un abrigo de piel de foca muy gastado y un sombrero de un tamaño ridículo, con un velo que ocultaba sus ojos... Me sorprendió... Sentí como si hubiera ocurrido una terrible explosión, dejando nada más que ruinas horribles. Observé su rostro mientras se tambaleaba hacia la barra... Su rostro estaba devastado por la edad hasta el punto de hacerla irreconocible. Era un rostro donde se podía ya sentir la muerte muy cerca, donde ya se podía adivinar el cadáver. El maquillaje escandaloso solo acentuaba la impresión de descomposición que daba."

Kiki murió en 1953 después de colapsar fuera de su departamento en Montparnasse, a la edad de cincuenta y un años, aparentemente por complicaciones del alcoholismo o drogadicción. Al saber de su fallecimiento, gran multitud de artistas y admiradores asistieron a su funeral en París y siguieron la procesión hasta su entierro en el Cimetière parisien de Thiais. Su tumba la identifica como "Kiki, 1901–1953, cantante, actriz, pintora, Reina de Montparnasse". Tsuguharu Foujita dijo, "con Kiki, los gloriosos días de Montparnasse fueron enterrados para siempre". Su obituario ocupó tres páginas en la revista Life en la edición del 29 de junio de 1953.

## Legado
Mucho después de su muerte, Kiki continuó siendo la encarnación de la franqueza, la audacia y la creatividad que marcaron el período de entreguerras en Montparnasse. Representa una fuerte fuerza artística por derecho propio como mujer. En 1989, los biógrafos Billy Klüver y Julie Martin la llamaron "una de las primeras mujeres verdaderamente independientes del siglo".
En su honor, un tipo de azucena se denomina Kiki de Montparnasse.

## Filmografía
- 1923 : L'Inhumaine by Marcel L'Herbier
- 1923 : Le Retour à la Raison por Man Ray, short film
- 1923 : Ballet Mécanique por Fernand Léger, short film
- 1923 : Entr'acte por René Clair, short film
- 1923 : La Galerie des Monstres por Jaque Catelain
- 1926 : Emak-Bakia por Man Ray, short film
- 1928 : L'Étoile de mer por Man Ray
- 1928 : Paris express o Souvenirs de Paris por Pierre Prévert [fr] et Marcel Duhamel, short film
- 1930 : Le Capitaine jaune por Anders Wilhelm Sandberg
- 1933 : Cette vieille canaille por Anatole Litvak